# Вырбина
Вырбина (болг. Върбина) — село в Болгарии. Находится в Смолянской области, входит в общину Мадан. Население составляет 996 человек.

## Политическая ситуация
В местном кметстве Вырбина, в состав которого входит Вырбина, должность кмета (старосты) исполняет Митко Димитров Димитров (независимый) по результатам выборов.
Кмет (мэр) общины Мадан — Атанас Александров Иванов (БСП) по результатам выборов.